# Phippsiella pajarella
Phippsiella pajarella är en kräftdjursart som beskrevs av J. L. Barnard 1967. Phippsiella pajarella ingår i släktet Phippsiella och familjen Stegocephalidae. Inga underarter finns listade i Catalogue of Life.